# Габасане Масофа
Габасане Масофа (сесото Letsie) (26 декабря 1903 — 28 января 1941) — басутолендский (современное Лесото) военачальник, регент при малолетнем сыне верховного вождя Саймона Сиисо Мошвешве.

## Биография
Масуфа происходил из знатного рода вождей северо-восточных территорий Басутоленда. Его отцом был Лепоко II Масуфа, а матерью Манкхабе.
К моменту смерти вождя Саймона Сиисо его сыну, будущему королю Мошвешве II, исполнилось всего два года. Поэтому Габасане Масоффа, который был главным советником верховного вождя стал регентом. Однако он правил только один месяц и умер в январе 1941 года. Следующей регентшей стала Мантсебо Амелия Матсаба, первая из трех жен Саймона Сиисо.

## Семья
Габасане Масуфа был женат на Мамате Масуфе, от которой у него были дочери Манкхабе Масуфа, Мате Масуфа и Мабато Масуфа, а также сыновья Масуфа Масуфа, Коали Масуфа, Семпе Масуфа, Мишель Масуфа и Морена Масуфа III, вождь Тупа Кубу.